# 礼庄山站
礼庄山站位于中华人民共和国江西省南昌市红谷滩区龙兴大街与文汇街交叉口地下，是南昌地铁4号线的地铁车站，本站于2021年12月26日和4号线一同启用。

## 车站结构
车站为地下二层岛式车站:54。

### 楼层
| 1层  | 地面               | 出入口                         |  |  |
| -1层 | 站厅               | 自动售票机、客服中心           |  |  |
| -2层 |                    | █ 4号线 往白马山（中堡）       |  |  |
|      | 岛式站台，左侧开门 |                                |  |  |
|      |                    | █ 4号线 往鱼尾洲（西站南广场） |  |  |

### 出入口
| 编号                   | 指示                     | 图片 | 建议前往的目的地             |
| ---------------------- | ------------------------ | ---- | ---------------------------- |
| 出口 · 1L              | 龙兴大街南侧，文汇街东侧 |      | 新力·琥珀园一期              |
| 出口 · 2L              | 龙兴大街北侧             |      | 南昌市公安局刑事科学技术大楼 |
| 出口 · 3L · 升降机标志 | 龙兴大街北侧             |      |                              |
| 出口 · 4L              | 龙兴大街南侧，文汇街西侧 |      | 新力·琥珀园二期              |
| 註： 設有              |                          |      |                              |

## 历史
- 2016年6月8日，江西省环境保护厅发布了《南昌市轨道交通4号线一期工程拟受理情况的公示》[3]，并公布了《南昌市轨道交通4号线一期工程环境影响报告书（全文公示稿）》，由此得知本站工程名为希望大道站[2]。
- 2017年2月8日，南昌轨道交通集团有限公司公布了《2、3号线站点更名及4号线命名方案获批》，由此得知本站正式站名为礼庄山站[4]。